# دوغلاس دي سي-6
دوغلاس دي سي 6 هي طائرة ركاب ذات أربع محركات توربينية صنعت من قبل شركة دوغلاس للطائرات بين 1946 و1958، صممت في الأصل كطائرة نقل عسكرية في نهاية الحرب العالمية الثانية، فبعد انتهاء الحرب أعيد تصميمها لتنافس طائرة لوكهيد كونستليشن في مجال سوق النقل التجاري للمدى الطويل، أُنتجت أكئر من 700 طائرة ، والتي مازلت تطير حتى يومنا هذا كطائرات شحن وفي المجال العسكري وتستعمل أيضا كطائرات لإطفاء الحرائق.
طائرة الدي سي 6 كانت تعرف ب سي-118 ليفتماستر (بالإنجليزية: C-118 Liftmaster)‏ عند القوات الجوية الأمريكية وأما بالنسبة للبحرية الأمريكية فكانت تسمى أر6دي (بالإنجليزية: R6D)‏ ما قبل عام 1962.

## المميزات
| أنواع              | دي سي-6                                            | دي سي-6 أي                                         | دي سي-6 بي                                         |
| ------------------ | -------------------------------------------------- | -------------------------------------------------- | -------------------------------------------------- |
| الطاقم             | ثلاثة إلى أربعة                                    | ثلاثة إلى أربعة                                    | ثلاثة إلى أربعة                                    |
| الركاب             | 48 إلى 56 راكب                                     | حمولة قدرها 12,786 كغ                              | 54 راكب                                            |
| الطول              | 30.66 متر                                          | 32.18 متر                                          | 32.18 متر                                          |
| باع الجناح         | 35.81 متر                                          | 35.81 متر                                          | 35.81 متر                                          |
| الإرتفاع           | 8.66 متر                                           | 8.66 متر                                           | 8.66 متر                                           |
| مساحة الجناح       | 135.9متر²                                          | 135.9متر²                                          | 135.9متر²                                          |
| الوزن الفارغ       | 23.844 كغ                                          | 20.803 كغ                                          | 25.110 كغ                                          |
| وزن الإقلاع الأقصى | 44.100 كغ                                          | 25.110 كغ                                          | 49.000كغ                                           |
| المحركات (4×)      | برات آند ويتني أر 2800-سي أي-15 بقوة 1300 كيلو واط | برات آند ويتني أر 2800-سي أي-16 بقوة 1800 كيلو واط | برات آند ويتني أر 2800-سي أي-17 بقوة 1900 كيلو واط |
| المراوح            | هاميلتون ستاندر 43إي60                             | هاميلتون ستاندر 43إي60                             | هاميلتون ستاندر 43إي60                             |
| سرعة العبور        | 501 كم/سا                                          | 507 كلم/سا                                         | 507 كلم/سا                                         |
| المدى              | 7,377 كم                                           | 5,460 كم (حمولة قصوى) 7,995 كم (خزان وقود ممتلئ)   | 4.830 كم (حمولة قصوى) 7.600 كم (خزان وقود ممتلئ)   |
| أقصى إرتفاع        |                                                    | 6,700 متر                                          | 7,600 متر                                          |
| معدل الصعود        | 330 متر/دقيقة                                      |                                                    |                                                    |